# Jemadri Pandit
Jemadri Pandit, también conocido como Jemadpant, fue primer ministro entre 1259 y 1274 en los reinados de Majadev (1259-1271) y de Ramchandra (1271-1309) de la dinastía  Seuna (o de los yadavas de Devagiri), que gobernó en la región suroeste de la India.

## Nombre
- hemādri, en el sistema AITS (alfabeto internacional para la transliteración del sánscrito).
- हेमाद्रि, en escritura devanagari del sánscrito.
- Pronunciación: /jemádri/.[1]
- Etimología: ‘montaña de oro’ (siendo hema: ‘oro’; ādri: ‘montaña’); el monte Meru o Sumeru.[1]

## Origen
Jemadri Pandit nació en una familia de smarta bráhmanas rig-vedi, de la familia vatsa gotra, shākalshākhi karjade brahmanes, que tuvo su origen en la aldea Jemadri en el distrito dakshin canarés de Karnataka. Su padre, Kamdeo (Kāma-deva) lo crio en Majarastra.

## Carrera
Jemadri fue diplomático, administrador, arquitecto, poeta, teólogo y erudito. Durante su cargo de primer ministro, el Reino iádava llegó a su cenit. Poco después de su mandato, el emperador pastún en Delhi, Alaudín Jilyi, y sus sucesores, pusieron fin al reinado iádava en el suroeste de la India.

## Escritos
Jemadri escribió el tratado enciclopédico religioso Chatur-varga-chintámani, que estaba dividido en 5 khaṇḍas: Vrata, Dāna, Tīrtha, Mokṣa y Pariśeṣa.
Contiene miles de vratas junto con instrucciones para su realización.
Escribió el libro de medicina Áiurveda-rasaián, que contiene descripciones de diversas enfermedades y los remedios para ellos.
Se le atribuye el pequeño libro histórico Jemad-panti-bakhar.
Creó Mestakas para normalizar las piezas procesales de la administración del Estado.

## Contribuciones culturales
En su correspondencia oficial del gobierno, Jemadri introdujo el uso de la escritura modi (estilo de letra cursiva para escribir el idioma maratí).
Concibió la arquitectura jemad-panthi de los edificios y templos, que no utilizaba cal.
Introdujo la plantación de mijo (bayari) como cultivo básico en el sur de la India.
Popularizó el culto a la diosa Majá Laksmi en Majarastra.
Alentó y apoyó económicamente a muchos artistas y escritores como Vopadev, estudió sus libros y presentó sus propias críticas.